# ينس كيرلاخ
ينس كيرلاخ (بالألمانية: Jens Gerlach)‏ (و. 1926 – 1990 م) هو كاتب سيناريو، وكاتب ألماني، ولد في هامبورغ، توفي عن عمر يناهز 64 عاماً.

## وصلات خارجية
- ينس كيرلاخ على موقع IMDb (الإنجليزية)
- ينس كيرلاخ على موقع ديسكوغز (الإنجليزية)
- ينس كيرلاخ على موقع كينوبويسك (الروسية)

- ينس كيرلاخ في قاعدة بيانات الأفلام على الإنترنت